# Coppa di Germania (pallavolo femminile)
La Coppa di Germania è una competizione pallavolistica per squadre di club tedeschi femminili, organizzata con cadenza annuale dalla DVV.

## Edizioni
| Edizione         | Edizione          | Podio         | Podio     | Podio            |
| Anno             | Sede della finale | Campione      | Risultato | Finalista        |
| ---------------- | ----------------- | ------------- | --------- | ---------------- |
| 1990-91 Dettagli | Münster           | Münster       | 3 - 1     | Amburgo          |
| 1991-92 Dettagli | Münster           | CJD Berlin    | 3 - 2     | Münster          |
| 1992-93 Dettagli | Schwerin          | CJD Berlin    | 3 - 2     | Schweriner       |
| 1993-94 Dettagli | Berlino           | CJD Berlin    | 3 - 1     | Münster          |
| 1994-95 Dettagli | Schwerte          | CJD Berlin    | 3 - 2     | Schweriner       |
| 1995-96 Dettagli | Marktheidenfeld   | Münster       | 3 - 0     | CJD Berlin       |
| 1996-97 Dettagli | Münster           | Münster       | 3 - 0     | CJD Berlin       |
| 1997-98 Dettagli | Schwerin          | Schwerte      | 3 - 2     | Schweriner       |
| 1998-99 Dettagli | Dresda            | Dresdner      | 3 - 2     | Schweriner       |
| 1999-00 Dettagli | Münster           | Münster       | 3 - 1     | Schweriner       |
| 2000-01 Dettagli | Münster           | Schweriner    | 3 - 0     | Lohhof           |
| 2001-02 Dettagli | Dresda            | Dresdner      | 3 - 0     | Fischbek         |
| 2002-03 Dettagli | Amburgo           | Ulm           | 3 - 0     | Münster          |
| 2003-04 Dettagli | Schwerin          | Münster       | 3 - 2     | Fischbek         |
| 2004-05 Dettagli | Bonn              | Münster       | 3 - 0     | Bayer Leverkusen |
| 2005-06 Dettagli | Halle             | Schweriner    | 3 - 0     | Münster          |
| 2006-07 Dettagli | Halle             | Schweriner    | 3 - 1     | Dresdner         |
| 2007-08 Dettagli | Halle             | Suhl          | 3 - 1     | Fischbek         |
| 2008-09 Dettagli | Halle             | Vilsbiburg    | 3 - 2     | Dresdner         |
| 2009-10 Dettagli | Halle             | Dresdner      | 3 - 1     | Suhl             |
| 2010-11 Dettagli | Halle             | VC Stoccarda  | 3 - 0     | Suhl             |
| 2011-12 Dettagli | Halle             | Schweriner    | 3 - 1     | Vilsbiburg       |
| 2012-13 Dettagli | Halle             | Schweriner    | 3 - 0     | Wiesbaden        |
| 2013-14 Dettagli | Halle             | Vilsbiburg    | 3 - 0     | Suhl             |
| 2014-15 Dettagli | Mannheim          | MTV Stoccarda | 3 - 2     | PTSV Aachen      |
| 2015-16 Dettagli | Mannheim          | Dresdner      | 3 - 2     | MTV Stoccarda    |
| 2016-17 Dettagli | Mannheim          | MTV Stoccarda | 3 - 2     | Schweriner       |
| 2017-18 Dettagli | Mannheim          | Dresdner      | 3 - 0     | Wiesbaden        |
| 2018-19 Dettagli | Mannheim          | Schweriner    | 3 - 0     | MTV Stoccarda    |
| 2019-20 Dettagli | Mannheim          | Dresdner      | 3 - 2     | MTV Stoccarda    |
| 2020-21 Dettagli | Mannheim          | Schweriner    | 3 - 0     | Potsdam          |
| 2021-22 Dettagli | Wiesbaden         | MTV Stoccarda | 3 - 0     | Dresdner         |
| 2022-23 Dettagli | Mannheim          | Schweriner    | 3 - 1     | Potsdam          |
| 2023-24 Dettagli | Mannheim          | MTV Stoccarda | 3 - 0     | Potsdam          |
| 2024-25 Dettagli | Mannheim          | Dresdner      | 3 - 0     | Münster          |

## Palmarès
| Squadra       | Titolo | Edizione                                                               |
| ------------- | ------ | ---------------------------------------------------------------------- |
| Schweriner    | 8      | 2000-01, 2005-06, 2006-07, 2011-12, 2012-13, 2018-19, 2020-21, 2022-23 |
| Dresdner      | 7      | 1998-99, 2001-02, 2009-10, 2015-16, 2017-18, 2019-20, 2024-25          |
| Münster       | 6      | 1990-91, 1995-96, 1996-97, 1999-00, 2003-04, 2004-05                   |
| MTV Stoccarda | 5      | 2010-11, 2014-15, 2016-17, 2021-22, 2023-24                            |
| Cats Berlin   | 4      | 1991-92, 1992-93, 1993-94, 1994-95                                     |
| Vilsbiburg    | 2      | 2008-09, 2013-14                                                       |
| Schwerte      | 1      | 1997-98                                                                |
| Ulm           | 1      | 2002-03                                                                |
| Suhl          | 1      | 2007-08                                                                |